# Washington García Cal
Washington García Cal († 15. Februar 1972) war ein uruguayischer Politiker.
García Cal gehörte der Partido Colorado an. Er wurde als Abgeordneter für die 41. Legislaturperiode als Vertreter des Departamento Maldonado in die Cámara de Representantes gewählt. Er konnte sein Mandat jedoch nicht mehr ausüben, da er bereits am Tage seiner Amtseinführung starb. Für ihn rückte als Stellvertreter Francisco Pons nach.